# Paris-Roubaix 1984
La 82e édition de la course cycliste Paris-Roubaix a eu lieu le 8 avril 1984 et a été remportée par l'Irlandais Sean Kelly. L'épreuve comptait 265 kilomètres.

## Classement final
|    | Cycliste               | Équipe         | Temps           |
| -- | ---------------------- | -------------- | --------------- |
| 1  | Sean Kelly             | Skil           | 7 h 31 min 35 s |
| 2  | Rudy Rogiers           | Splendor       | + 0 s           |
| 3  | Alain Bondue           | La Redoute     | + 36 s          |
| 4  | Johan van der Velde    | Metauro Mobili | + 4 min 33 s    |
| 5  | Gregor Braun           | La Redoute     | + 4 min 33 s    |
| 6  | Jean-Luc Vandenbroucke | La Redoute     | + 6 min 16 s    |
| 7  | Jacques Hanegraaf      | Kwantum        | + 6 min 16 s    |
| 8  | Patrick Versluys       | Splendor       | + 6 min 16 s    |
| 9  | Hennie Kuiper          | Kwantum        | + 6 min 16 s    |
| 10 | Rudy Matthijs          | Splendor       | + 8 min 28 s    |